# She's in Control
She's in Control è l'album di debutto del duo elettrofunk canadese Chromeo, pubblicato il 17 febbraio 2004 dall'etichetta discografica Vice e distribuito dalla Universal.
L'album contiene undici tracce, tutte scritte e prodotte dagli stessi Chromeo. Dall'album sono stati estratti come singoli i brani You're so Gangsta, Destination: Overdrive, Me & My Man e Needy Girl.

## Tracce
CD (Vice Records 83673)
Testi e musiche di Chromeo.
1. Me & My Man – 4:19
2. Needy Girl – 4:17
3. You're so Gangsta – 4:01
4. Woman Friend – 3:46
5. Destination: Overdrive – 3:55
6. Rage! – 4:34
7. Since You Were Gone – 2:56
8. Way Too Much – 4:08
9. Mercury Tears – 4:01
10. Ah oui comme ça – 5:20
11. She'z N Control – 3:14

Durata totale: 44:31

## Formazione

### Chromeo
- Dave 1 (chitarre, voce)
- P-Thugg: (tastiere, sintetizzatori, talk box)

### Altri musicisti
- Coco (Voce)
- Craig Hodgeson (sassofono)